# Косса, Пьетро
Пьетро Косса (итал. Pietro Cossa; 1830, Рим, Папская область, — 31 августа 1881, Ливорно, Италия) — итальянский драматург.
Приверженец объединения Италии, он вынужден был удалиться на время в Южную Америку. Его первая трагедия: «Mario ed i Cimbri» (Флор. 1862) не появилась на сцене; следующие драмы: «Puschkin», «Beethoven» и трагедии: «Sordello» и «Monaldeschi» имели мало успеха. Лишь трагедия «Nerone» (нем. перев. Лпц. 1875) имела громаднейший успех, несмотря на малую связность содержания. Известностью пользовались также его «Messalina», «Giuliano l’Apostata», «Cleopatra», «Peauto e il suo secolo» (нем. перев., Плауен, 1881), «Cola di Rienzi», «I Borgia», «Cecilia»; менее удачна драма «I Napolitani del 1799». Полное издание его «Teatro poetico» вышло в Турине (1877); изданы также его «Poesie liriche» (Мил. 1876).